# Arquebisbat de Colombo
L'arquebisbat de Colombo (llatí: Archidioecesis Columbensis in Taprobane) és una seu metropolitana de l'Església catòlica pertanyent a Sri Lanka. El 2006 tenia 700 000 batejats al voltant de 692 004 habitants. Actualment és dirigida per l'arquebisbe cardenal Albert Malcolm Ranjith Patabendige Don.

## Territori
L'arxidiòcesi comprèn els districtes de Colombo, Gampaha i Kalutara, a la Província Occidental de Sri Lanka; a més dels catòlics residents a les illes Maldives.
La seu arxiepiscopal és la ciutat de Colombo, on es troba la catedral de Santa Llúcia.
El territori està dividit en 123 parròquies.

## Història
El vicariat apostòlic de Ceilan va ser erigit el 3 de desembre de 1834, mitjançant el breu Ex munere del Papa Gregori XVI, prenent el territori del bisbat de Cochin.
El 17 de febrer de 1845 cedí una part del seu territori per tal que s'erigís el vicariat apostòlic de Jaffna (avui bisbat).
El 20 d'abril de 1883 cedí una nova porció de territori per tal que s'erigís el vicariat apostòlic de Kandy (avui bisbat).
L'1 de setembre de 1886 el vicariat apostòlic va ser elevat al rang d'arxidiòcesi mitjançant la butlla Humanae salutis del Papa Lleó XIII. El 7 de juny de 1887 esdevingué seu metropolitana.
El 25 d'agost de 1893 cedí de nou part del seu territori per tal que s'erigissin els bisbats de Galle i de Trincomalee (avui bisbat de Trincomalee-Batticaloa).
El 5 de gener de 1939 cedí de nou una part de territori per tal que s'erigís el bisbat de Chilaw.
Des del 6 de desembre de 1944 al 22 de maig de 1972 rebé el nom d'arquebisbat de Colombo a Ceilan; però el Papa Pau VI va fer que tornés a anomenar-se simplement arquebisbat de Colombo.
Als Annals de la Congregació per a l'Evangelització dels pobles citat que el 1836, després del nomenament de Clément Bonnand com a vicari apostòlic de Pondicherry, també va ser autoritzat per la Santa Seu a enviar missioners a les illes Maldives, on mai no havia arribat la fe cristiana. Però a la fi de 1886 la competència territorial sobre les Maldives va quedar sota la competència de l'arquebisbat de Colombo. Actualment la constitució de les illes no consenten els drets de ciutadania a aquells que no són musulmans, i aquells que són trobats en possessió de material religiós no islàmic pot ser detingut.

## Cronologia episcopal
- Francisco Xavier, C.O. † (3 de desembre de 1834, ma 11 de gener de 1834 mort) (bisbe electe pòstum)

- Vicente do Rosayro, C.O. † (23 de desembre de 1836 - 29 d'abril de 1842 mort)
- Gaetano Antonio Mulsuce, C.O. † (24 de maig de 1843 - 25 de gener de 1857 mort)
- Giuseppe Maria Bravi, O.S.B.Silv. † (25 de gener de 1857 - 15 d'agost de 1860 mort)
  - Sede vacante (1860-1863)
- Hilarion Sillani, O.S.B.Silv. † (22 de setembre de 1863 - 27 de març de 1879 mort)
- Clemente Pagnani, O.S.B.Silv. † (11 de novembre de 1879 - 20 d'abril de 1883 nomenat vicari apostòlic de Kandy)
- Christophe-Etienne Bonjean, O.M.I. † (20 d'abril de 1883 - 3 d'agost de 1892 mort)
- André-Théophile Mélizan, O.M.I. † (5 de març de 1893 - 27 de juny de 1905 mort)
- Antoine Coudert, O.M.I. † (27 de juny de 1905 - 31 de març de 1929 mort)
- Pierre-Guillaume Marque, O.M.I. † (16 de desembre de 1929 - 4 de juny de 1937 mort)
- Jean-Marie Masson, O.M.I. † (13 de juny de 1938 - 28 de juliol de 1947 mort)
- Thomas Benjamin Cooray, O.M.I. † (26 de juliol de 1947 - 2 de setembre de 1976 jubilat)
- Nicholas Marcus Fernando (21 de març de 1977 - 6 de juliol de 2002 renuncià)
- Oswald Thomas Colman Gomis (6 de juliol de 2002 - 16 de juny de 2009 jubilat)
- Albert Malcolm Ranjith Patabendige Don, des del 16 de juny de 2009

## Estadístiques
El 31 de desembre de 2006, la diòcesi tenia 700.000 batejats sobre una població de 5.692.004 persones, equivalent al 12,3% del total.
| any  | població | població  | població | sacerdots | sacerdots       | sacerdots       | sacerdots             | diàques | religiosos | religiosos | parroquies |
| ---- | -------- | --------- | -------- | --------- | --------------- | --------------- | --------------------- | ------- | ---------- | ---------- | ---------- |
| any  | batejats | total     | %        | total     | clergat secular | clergat regular | batejats por sacerdot | diàques | homes      | dones      |            |
| 1950 | 291.210  | 1.876.904 | 15,5     | 166       | 38              | 128             | 1.754                 |         | 130        | 933        | 70         |
| 1969 | 395.610  | 2.840.110 | 13,9     | 220       | 102             | 118             | 1.798                 |         | 307        | 1.101      | 82         |
| 1980 | 491.303  | 3.696.000 | 13,3     | 182       | 109             | 73              | 2.699                 | 3       | 273        | 1.133      | 93         |
| 1990 | 553.610  | 4.320.000 | 12,8     | 265       | 156             | 109             | 2.089                 |         | 240        | 1.099      | 105        |
| 1999 | 547.565  | 4.605.527 | 11,9     | 344       | 205             | 139             | 1.591                 | 1       | 288        | 1.020      | 120        |
| 2000 | 557.387  | 4.615.349 | 12,1     | 351       | 210             | 141             | 1.587                 | 1       | 284        | 1.035      | 123        |
| 2001 | 567.833  | 5.027.268 | 11,3     | 347       | 209             | 138             | 1.636                 |         | 345        | 1.013      | 123        |
| 2002 | 629.173  | 5.361.042 | 11,7     | 372       | 234             | 138             | 1.691                 |         | 335        | 939        | 123        |
| 2003 | 629.173  | 5.455.679 | 11,5     | 372       | 237             | 135             | 1.691                 |         | 213        | 1.051      | 123        |
| 2004 | 648.184  | 5.522.956 | 11,7     | 401       | 248             | 153             | 1.616                 |         | 248        | 1.104      | 123        |
| 2006 | 700.000  | 5.692.004 | 12,3     | 523       | 255             | 268             | 1.338                 |         | 382        | 1.161      | 123        |